# Ania (chi lan)
Ania là một chi thực vật có hoa trong họ Orchidaceae.